# Stenares arenosus
Stenares arenosus is een insect uit de familie van de mierenleeuwen (Myrmeleontidae), die tot de orde netvleugeligen (Neuroptera) behoort. 
Stenares arenosus is voor het eerst wetenschappelijk beschreven door Navás in 1924.